# 매쿼리 대학교
매쿼리 대학교(영어: Macquarie University)는 오스트레일리아 시드니에 위치한 대학이다. QS 2024 세계 대학 랭킹에 근거해 세계 130위, 호주 10위를 기록했다.

## 개요
1964년에 뉴사우스웨일스주 정부에 의해 시드니 대학교와 뉴사우스웨일스 대학교에 이어 시드니의 3번째 대학으로 설립되어 시내로부터 북서쪽으로 15km정도 떨어진 노스라이드 지역에 위치하게 된다.
매쿼리라는 이름은 1964년 연방의회에서 저명한 인물의 이름을 따기로 결정했고, 그 인물로 영국의 육군 장교이자 1810년부터 1821년까지 뉴사우스웨일스 주 총독을 역임한 래클런 매쿼리(Lachlan Macquarie)가 선정되었다.
2011년 현재 10,400명의 외국 학생을 포함한 33,000명 이상의 학생과 2,200명 이상의 교직원들이 재직하며 87개의 학사학위와 124개의 석,박사 학위를 제공하고 있다.
연구중심의 대학으로써 오스트레일리아의 실리콘 밸리라고도 불리는 “매쿼리 리서치파크”라 불리는 자체적인 연구소를 보유하고있고 오스트레일리아에서 유일, 세계에서 4개소중 하나인 NASA부속의 우주생물학연구소 및 오스트레일리아 최초의 이집트학 연구소 등이 있다.
캠퍼스는 학부 및 학과에 따라 노스 라이드 및 시드니 중심가, 맨리 등 시드니 내 세 곳에 위치하고 있으며 그 외 해외 캠퍼스로 홍콩에 캠퍼스를 두고 있다.
전 학장인 디 이어베리(Di Yerbury)는 오스트레일리아 대학 역사상 처음의 여성의 학장이었다.
대한민국 국내의 대학으로는 서울대학교, 고려대학교, 경희대학교, 한양대학교, 서울과학기술대학교와 교류협정을 맺고 있다.

## 학부
- 인문학부 (Faculty of Arts)
- 자연과학, 공학부 (Faculty of Science and Engineering)
- 경상학부 (Macquarie Business School)
- 의학, 보건, 인간과학 학부 (Faculty of Medicine, Health and Human Sciences)

## 같이 보기
- 맥쿼리대학교역